# 서울서초경찰서
서울서초경찰서(서울瑞草警察署, Seoul Seocho Police Station)는 서울특별시경찰청이 관할하는 경찰서 중 하나이다. 서울특별시 서초구 일원을 관할한다. 서울특별시 서초구 반포대로 179 (서초동)에 위치하고 있다.
서장은 총경으로 보한다. 2021년 5월 현재 서장은 송영호이다.
이용구 법무부 차관의 택시기사 폭행 혐의 수사에 대해 수사하던 중 블랙박스 영상을 본 뒤 피해자에게 "못 본 걸로 하겠다"고 무마하는 등 수차례 거짓말을 한 것으로 밝혀진 경찰서이다.

## 조직
| - 112종합상황실 - 청문감사관 - 경무과 - 생활안전과 | - 여성청소년과 - 지능범죄수사과 - 경제범죄수사과 - 형사과 | - 교통과 - 경비과 - 정보보안과 |

## 관할 파출소 및 지구대
서울서초경찰서는 1개 지구대와 6개 파출소를 산하에 두고 있다.
| 명칭        | 사진 | 주소                       | 관할구역 | 치안센터                  |
| ----------- | ---- | -------------------------- | -------- | ------------------------- |
| 반포지구대  |      | 신반포로 190 (반포동)      |          | 잠원치안센터 반포치안센터 |
| 서초파출소  |      | 효령로 297 (서초동)        |          |                           |
| 서초2파출소 |      | 서운로 38 (서초동)         |          |                           |
| 서초3파출소 |      | 반포대로30길 40 (서초동)   |          | 방서치안센터              |
| 양재파출소  |      | 남부순환로356길 9 (양재동) |          |                           |
| 우면파출소  |      | 양재대로2길 106 (우면동)   |          | 우면치안센터              |
| 내곡파출소  |      | 헌릉로 226 (내곡동)        |          | 염곡치안센터              |

## 같이 보기
- 서울특별시지방경찰청